# Río Weir (Queensland)
El río Weir, un río que forma parte del grupo Border Rivers y también forma parte de la cuenca del río Barwon en la cuenca Murray-Darling, está ubicado en la región Darling Downs de Queensland, Australia.

## Ubicación y características
Nace en la vertiente occidental de la Gran Cordillera Divisoria, en el bosque estatal de Dunmore, y fluye en dirección suroeste. Atraviesa el bosque estatal de Booroondara, cruza la autopista Leichhardt, pasa por Currajong y Goodar, y luego gira hacia el oeste. Discurre casi en paralelo a la autopista Barwon, cerca de Bungunya, y luego gira hacia el suroeste, cruzando de nuevo la autopista justo al este de Talwood. Atraviesa el pozo de agua Wanda Wanda y sigue hacia el suroeste hasta desembocar en el río Barwon, al noreste de Mungindi, en la frontera entre Queensland y Nueva Gales del Sur. El río desciende 192 metros a lo largo de sus 470 kilómetros de recorrido.
Los ríos Weir, Macintyre, Dumaresq, el brazo de Queensland del río Severn y el brazo de Nueva Gales del Sur del río Severn se conocen como los ríos fronterizos, ya que se extienden a ambos lados de la frontera entre Queensland y Nueva Gales del Sur, y desembocan en la cuenca Murray-Darling. Tienen una cuenca hidrográfica combinada de 44 600 km². 